# 第3回札幌国際短編映画祭
第3回札幌国際短編映画祭（だい3かいさっぽろこくさいたんぺんえいがさい）は、2008年9月10日 - 9月15日の6日間（13日はオールナイト上映）、札幌東宝プラザをメイン会場に開催された国際短編映画祭である。

## 内容
世界76ヶ国から2336作品の応募があり、コンペティションにノミネートされたのは29ヶ国113作品。メインビジュアルは札幌出身のイラストレーター坂本奈緒が担当。

## SAPPOROショートフェスト2008審査員
- トニー・レインズ（Tony Rayns）：映画評論家、フェスティバル・キュレーター/イギリス
- メアリー・ルー・ベリー（Mary Lou Belli）：映画監督、脚本家、プロデューサー/アメリカ
- ウルリヒ・ヴェーゲンアスト（Ulrich Wegenast）：映画祭プログラム・ディレクター/ドイツ
- 中嶋朋子（Tomoko Nakajima）：女優/日本
- 田野城寿男（Hisao Tanoshiro）：サックス・プレーヤー、ミュージシャン、アーティスト/日本

## SAPPOROショートフェスト2008 AWARD
※作品名、上映時間、ジャンル、制作年、国名、監督の順で表記。国名は主な制作国で出身国とは異なります。

### グランプリ
- フィルムメーカー部門 グランプリ(Filmmaker section Grand Prix)監督：ケン・ワードロップ（Ken Wardrop）/イギリス

- 作品部門 グランプリ(One title section Grand Prix)：『オン・ザ・ライン』（英題：On the line）30:00/Drama/2007/ドイツ
監督：レト・カフィ（Reto Caffi）

### 審査員賞
- 最優秀国内作品賞（Best National Short）：『機械人間、11号。』（英題：cyborg.11）22:30/Animation/2008/日本
監督：加藤行宏（Yukihiro Kato)

- 最優秀道内作品賞（Best Hokkaido Short）：『注意書き』（英題：Instruction）07:48/Comedy/2007/日本・札幌
監督：児玉潤二郎（Junjiro Kodama）

- 最優秀監督賞（Best Director）：『息子』（英題：SON）17:30/Dorama/2007/イギリス
監督：ダニエル・マロイ（Daniel Mulloy）

- 最優秀作曲賞（Best Original Score）：『かわいそうなヨリック』（英題：Poor Yorick）18:00/Animation/2007/ロシア
監督：セルゲイ・ゴルディフ（Sergey Gordeev）

- 最優秀脚本賞（Best Screen play）：『今日は日曜日！』（英題：It is Sunday!）30:00/Comedy/2007/フランス
監督：サミール・ゲスミ（Samir Guesmi）

- 最優秀撮影賞（Best Cinematography）：『ナイトビジョン』（英題：Night Vision）24:24/Contemporary/2007/カナダ
監督：フィリップ・バーカー（Phillip Barker）

- 最優秀編集賞（Best Editing）：『親切の先に』（英題：The Road）05:00/Comedy/2007/アメリカ
監督：オゥエン・トーマス（Owen Thomas）

- 最優秀俳優賞（Best Actor）：『レスリング』（英題：Wrestling）20:30/Dorama/2007/アイスランド
男優：ハルドール・ギルファソン（HalldoR Gylfason）・ビヨルン・イング・ヒルマンソン（Bjorn Ingi Hilmarsson）

- 最優秀女優賞（Best Actress）：『ロード』（英題：Road）09:30/Thriller/2007/オランダ
女優：ニエンケ・ロメール（Nienke Romer）

- 最優秀子役賞（Best Children Actor & Actress）：『今日は日曜日!』（It is Sunday!）30:00/Comedy/2007/フランス
子役：イリエ・ブクレイン（Illies Boukouirene）

- 最優秀学生監督賞（Best Students Director）：『ネズミ狩り』（Catching Rats）13:53/Dorama/2007/エクアドル
監督：ベロ・サモ-ガルシア（Vero Shamo-Garcia）

- 最優秀チルドレン・ショート賞（Best Children Short）：『小さなおさかなさん』（The Tiny fish）09:35/Animation/2007/ロシア
監督：セルゲイ・リアボフ（Sergei Ryabov）

- 最優秀ミニショート(10分以内)賞（Best Mini Short (Around 10min)）：『親切の先に』（英題：The Road）05:00/Comedy/2007/アメリカ
監督：オゥエン・トーマス（Owen Thomas）

- 最優秀ベリーショート(3分以内)賞（Best Very Short (Around 3min)）：『イルミ・アクション』（illuminACTION）01:00/Contemporary/2007/イタリア
監督：コラード・ボンガロー（Corrado Bungaro）

- 最優秀ノンダイアログ賞（Best Non Dialogue）：『電球男』（原題：Lúmen）03:52/Animation/2007/ブラジル
監督：ウィリアン・サルバドール・サントス（Wilian Salvador Santos）

- 最優秀アニメーション賞（Best Animation）：『自然の物差し』（英題：In scale）07:00/Animation/2007/ロシア
監督：ジマリア・モシコーベ（Marina Moshkoval）

- 最優秀ドキュメンタリー賞（Best Documentary）：『フェニックス・ダンス』（英題：Phoenix Dance）16:00/Documentary/2006/アメリカ
監督：カリーナ・エッパーリン（Karina Epperlein）

- 最優秀コンテンポラリー/エクスペリメンタル・ショート賞(Best Experimental Short)：『アンダー・コンストラクション』（英題：Under construction）09:55/Documentary/2007/フランス
監督：ジェンチェン･リー（Zhenchen Liu）

- 最優秀美術賞（Best Production Design）：『D-I-M』（英題：D-I-M）29:35/SF Funtasy/2007/ドイツ
監督：アクセル・リック（Axel Ricke）

- オーディエンス・アワード（Audience Award）：『フリー・フィルム』（Free Film）24:48/Comedy/2007/アイルランド
監督：カホ・ウォーター（Cathal Watters）

- 審査委員特別賞（Special Jury Prize）：『ある池』（POND）16:49/Dorama/2008/イギリス
監督：ソニア・フィリップス（Sonja Phillips）

- フィルムメーカー部門スペシャルメンション（Filmmaker section Grand Prix Special Mention）
監督：フレデリック・ペル（Frederic PELLE）

- 最優秀国内作品スペシャルメンション（Best National Short Special Mention）：『大地を叩く女』（英題：THE WOMAN WHO IS BEATING THE EARTH）21:00/Musical/2007/日本
監督：井上都紀（Tsuki Inoue）

### 特別賞
- SSF 環境賞（SSF Environment Award）：『ウモ』（OOIOO "UMO"）04:17/Music/2006/日本
監督：後藤章治（Shoji Goto）

- 札幌市平和賞（Sapporo Peace Award）：『雨の中のキリン』（Giraffe in the rain）12:10/Animation/2007/ベルギー
監督：パスカル・ヒクエット（Pascale Hecquet）

- 子供審査員賞（Children's Choice Gold Award）：『ウモ』（OOIOO "UMO"）04:17/Music/2006/日本
監督：後藤章治（Shoji Goto）

- 子供審査員賞（Children's Choice Gold Award）：『小さなおさかなさん』（英題The Tiny fish）09:35/Animation/2007/ロシア
監督：セルゲイ・リアボフ（Sergei Ryabov）

- 子供審査員賞（Children's Choice Gold Award）：『かわいそうなヨリック』（英題：Poor Yorick）18:00/Animation/2007/ロシア
監督：セルゲイ・ゴルディフ（Sergey Gordeev）